# Vuelta al Táchira 1981
La 16ª edición de la Vuelta al Táchira se disputó desde el 10 hasta el 21 de enero de 1981.
Perteneció al calendario de la Federación Venezolana de Ciclismo. El recorrido contó con 11 etapas y 1311 km, transitando por los estados Barinas, Portuguesa, Mérida y Táchira.
El ganador fue el colombiano Carlos Siachoque del equipo Selección de Colombia, quien fue escoltado en el podio por Alexander Gusiatnikov y Fabio Parra.
La clasificación por equipos la ganó Selección de Colombia.

## Equipos participantes
Participaron varios equipos conformados por entre 6 y 8 corredores, con equipos de Venezuela, Unión Soviética, Polonia y Colombia.
| - Lotería del Táchira - Lotería del Táchira B - Club Martell - Club Martell B - OPE - Trujillo - Selección de Táchira - Selección de Barinas - Selección de Lara | - Selección de Colombia - Selección de Unión Soviética - Selección de Polonia - Selección de Italia |

## Etapas
| Etapa | Fecha       | Recorrido                           | Km  | Ganador               | Lider                 |
| 1ª    | 10 de enero | Circuito en San Cristóbal           | 100 | Carlos Siachoque      | Carlos Siachoque      |
| 2ª    | 11 de enero | San Cristóbal - Rubio               | 116 | Juan Arroyo           | Alexander Gusiatnikov |
| 3ª    | 12 de enero | San Cristóbal - Santa Bárbara       | 155 | Alexander Gusiatnikov | Alexander Gusiatnikov |
| 4ª    | 13 de enero | Santa Bárbara - Barinas             | 161 | Juan Arroyo           | Alexander Gusiatnikov |
| 5ª    | 14 de enero | Barinas - Guanare                   | 146 | Nikolai Anisimov      | Alexander Gusiatnikov |
| 6ª    | 15 de enero | CRI de Santuario Coromoto a Guanare | 19  | Jan Jankieewics       | Alexander Gusiatnikov |
| 7ª    | 17 de enero | Circuito en Lagunillas              | 108 | Zbinieg Szeprowaki    | Alexander Gusiatnikov |
| 8ª    | 18 de enero | Circuito en Mérida - Tovar          | 108 | Olinto Silva          | Alexander Gusiatnikov |
| 9ª    | 19 de enero | Tovar - La Grita                    | 145 | Nelson Cabrera        | Alexander Gusiatnikov |
| 10.ª  | 20 de enero | La Grita - San Juan de Colón        | 133 | Serger Lesmyt         | Alexander Gusiatnikov |
| 11.ª  | 21 de enero | San Juan de Colón - San Cristóbal   | 152 | Fabio Parra           | Carlos Siachoque      |

## Clasificaciones

### Clasificación general
| Posición | Ciclista              | Equipo                       | Tiempo |
|          | Carlos Siachoque      | Selección de Colombia        |        |
| 2º       | Alexander Gusiatnikov | Selección de Unión Soviética |        |
| 3º       | Fabio Parra           | Selección de Colombia        |        |
| 4º       | Bandera de ?          | Bandera de ?                 |        |
| 5º       | Bandera de ?          | Bandera de ?                 |        |
| 6º       | Bandera de ?          | Bandera de ?                 |        |
| 7º       | Bandera de ?          | Bandera de ?                 |        |
| 8º       | Bandera de ?          | Bandera de ?                 |        |
| 9º       | Bandera de ?          | Bandera de ?                 |        |
| 10º      | Bandera de ?          | Bandera de ?                 |        |

### Clasificación por puntos
| Posición | Ciclista     | Equipo       | Puntos |
|          | Bandera de ? | Bandera de ? |        |
| 2°       | Bandera de ? | Bandera de ? |        |
| 3°       | Bandera de ? | Bandera de ? |        |

### Clasificación de la montaña
| Posición | Ciclista     | Equipo       | Puntos |
|          | Bandera de ? | Bandera de ? |        |
| 2°       | Bandera de ? | Bandera de ? |        |
| 3°       | Bandera de ? | Bandera de ? |        |

### Clasificación de los sprints
| Posición | Ciclista     | Equipo       | Puntos |
|          | Bandera de ? | Bandera de ? |        |
| 2°       | Bandera de ? | Bandera de ? |        |
| 3°       | Bandera de ? | Bandera de ? |        |

### Clasificación sub-23
| Posición | Ciclista     | Equipo       | Tiempo |
|          | Bandera de ? | Bandera de ? |        |
| 2°       | Bandera de ? | Bandera de ? |        |
| 3°       | Bandera de ? | Bandera de ? |        |

### Clasificación por equipos
| Posición | Equipo                       | Tiempo |
|          | Selección de Colombia        |        |
| 2°       | Selección de Unión Soviética |        |
| 3°       | Bandera de ?                 |        |